# Монастырь Пантократора
Мечеть Зайрек (Зайрек-джами, тур. Molla Zeyrek Camii) — представляет собой второй по величине (после собора Святой Софии) памятник византийского зодчества, сохранившийся от Константинополя.
Начиная с 1118 года византийская императрица Ирина Комнина строила недалеко от храма Святых Апостолов монастырский комплекс (церковь, библиотека, странноприимница с больницей, дом призрения для стариков и психиатрическая лечебница) в честь Христа Пантократора. После её смерти в 1124 году строительство продолжил император Иоанн II (в память побед, одержанных им над врагами), который возвёл несколько к северу церковь в честь иконы Богоматери Милостивой и соединил её (не позднее 1136 года) с монастырём крытым переходом с часовней Михаила Архангела. Монастырь был окружён высокой стеной с двумя воротами. Кафоликон монастыря был посвящён Софии Премудрости Божией. Оба венценосных ктитора были погребены в часовне, так же как и император Иоанн V из династии Палеологов.
С установлением Латинской империи монастырь Пантократора перешёл в руки венецианского клира, который поместил в соборном храме знаменитую икону Одигитрии. Император Балдуин II устроил здесь свой дворец. После изгнания латинян из города в монастырь вернулась православная жизнь, а один из здешних монахов был избран патриархом под именем Геннадия Схолария сразу после взятия города турками. Он не смог предотвратить превращения в 1471 году монастыря в мечеть, получившую позже название в память о Зайреке — мудреце из соседнего медресе.
К концу XX века древние здания пришли в такой упадок, что ЮНЕСКО занесло их в список объектов Всемирного наследия, которым грозит уничтожение.
В 2009 году турецкие власти приступили к масштабной реставрации, которая была завершена в 2019 году.

## Настоятели монастыря
- Иосиф Агиоглицерит (возможно ок. 1136-ок. 1154)
- Феодосий де Виллардуэн (ок. 1261—1265)
- Макарий Макрис (ок. 1420—1431)
- Геронтий (возможно 1431—1453)